# Doce de Octubre, Sinaloa
Doce de Octubre är en ort i Mexiko.   Den ligger i kommunen Angostura och delstaten Sinaloa, i den västra delen av landet, 1 100 km nordväst om huvudstaden Mexico City. Doce de Octubre ligger 7 meter över havet och antalet invånare är 152.
Terrängen runt Doce de Octubre är mycket platt. Havet är nära Doce de Octubre åt sydväst.  Närmaste större samhälle är La Reforma, 12,9 km sydost om Doce de Octubre. 